# 哈氏指形軟珊瑚
哈氏指形軟珊瑚（学名：Sinularia halversoni）为軟珊瑚科指形軟珊瑚屬下的一个种。